# Nautel
Nautel Ltd. ist ein kanadisches Elektronikunternehmen mit Sitz Hackett’s Cove, Nova Scotia, das Transmitter und Verstärker für Sendeanlagen herstellt. Das Unternehmen vertreibt seine Sendeanlagen weltweit (Nutzung in 177 Ländern). Das Unternehmen verfügt über Niederlassungen in verschiedenen Ländern u. a. in den USA, Europa, Mexiko, Afrika, Südamerika und Asien.

## Geschichte
Nautel Ltd. wurde im Jahre 1969 in Hackett’s Cove gegründet. Zu dem anfänglichen Geschäftszweck gehörte der Bau und die Wartung von elektrischen Funk-Befeuerungssystemen für die kanadische Regierung. Um die Produkte besser in den USA vermarkten zu können, wurde im Jahre 1974 eine Niederlassung in Bangor, Maine in den Vereinigten Staaten eröffnet. 1970 lieferte Nautel das erste Funkfeuersystem an die kanadische Regierung aus. Dieses arbeitete in einer Frequenz zwischen 190 und 535 kHz und diente als Navigationshilfe für Luft- und Seefahrt. 1982–1985 wurden die ersten Transmitter für Radiosender vorgestellt. Der erste 50 kW-Sender wurde von CBA (AM) in Moncton gekauft und war bis zum 8. April 2008 in Betrieb.

## Produkte
- Mittelwelle- und UKW-Radiosendeanlagen (analog und digital) mit einer Leistung bei AM zwischen 1 kW und 900 kW. FM zwischen 300 Watt und 40 kW.
- Ungerichtetes Funkfeuer-Sendeanlagen (zur Navigation für die Luftfahrt)
- Differential Global Positioning System (DGPS), Sendeanlagen
- Mittelfrequenznz (MF) Telekommunikations- und NAVTEX-Sendeanlagen
- Hochfrequenz (HF) Verstärker für Dielektrische Erwärmungsanwendungen
- HD-Radio-Sendesysteme für den digitalen Sendebetrieb.
- Digital Radio Mondiale (DRM)

## Forschung
Nautel arbeitet an der Erforschung neuer Plasmaantriebe für Weltraumfahrzeuge, in Kooperation mit dem US-amerikanischen Raketenunternehmen AD-Astra mit. Mit dieser Technologie können die Reisezeiten zu anderen Planeten erheblich reduziert werden.